# Rodrigo de Sousa da Silva Pontes
Rodrigo de Sousa da Silva Pontes (Salvador, 27 de outubro de 1799 — Buenos Aires, 30 de janeiro de 1855) foi um magistrado, político, jornalista e diplomata brasileiro.
Filho de Antônio Pires da Silva Pontes Leme e Caetana Malheiros. Formado em direito pela Universidade de Coimbra, foi desembargador e conselheiro de estado.
Foi redator do jornal Correio Official da Província de São Pedro, que circulou de 1834 a 1835, em Porto Alegre, sendo apelidado pelos adversários como Ganimedes e Madama Pontes. Era juiz de direito em Rio Pardo em 1834, sendo transferido para Porto Alegre no mesmo ano. Foi o deputado provincial mais votado na 1ª Legislatura da Assembléia Legislativa Provincial do Rio Grande do Sul. 
Foi presidente das províncias de Alagoas, de 23 de agosto de 1836 a 18 de abril de 1838, e do Pará, de 29 de abril de 1842 a 27 de junho de 1843, comendador da Imperial Ordem de Cristo e membro do Instituto Histórico e Geográfico Brasileiro. Escreveu uma Memória histórica sobre as causas e acontecimentos que mais imediatamento precederam a sedição de 20 de setembro de 1835, na cidade de Porto Alegre, capital da província do Rio Grande do Sul.
Faleceu enquanto ministro plenipotenciário do Brasil na Argentina.